# Miquel Korybut Wiśniowiecki
Miquel Korybut Wiśniowiecki (Wisniowiec, 31 de maig de 1640 † Lviv, 10 de novembre de 1673), rei de Polònia i Gran Duc de Lituània per la Confederació de Polònia i Lituània (1669-1673), pertanyent al clan Korybut.

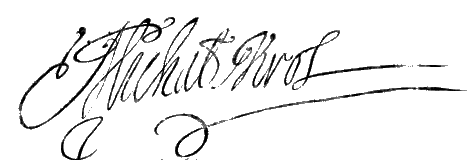
Signatura del Miquel

El seu predecessor, Joan II Casimir Vasa va abdicar el 1668, plantejant el problema de la successió, el consell encarregat de l'elecció. tot i que hi havia diversos candidats estrangers imposats per les potències que volien controlar la Mancomunitat, principalment Àustria, França, optà per un príncep polonès Miquel Korybut.
Miquel Korybut Wiśniowiecki va tenir un regnat breu, només quatre anys, en què es va enfrontar amb els turcs, que, de nou, van envair Polònia.